# 六鰭細絲鯰
六鰭細絲鯰，為輻鰭魚綱鯰形目鯰科的其中一種，為熱帶淡水魚，分布於亞洲泰國至印尼淡水流域，體長可達24公分，棲息在底中層水域，以小魚、昆蟲、蝦為食，生活習性不明。